# Ken Roczen
Ken Roczen (* 29. April 1994 in Apolda) ist ein deutsch-US-amerikanischer Motocrossfahrer.

## Leben und Karriere

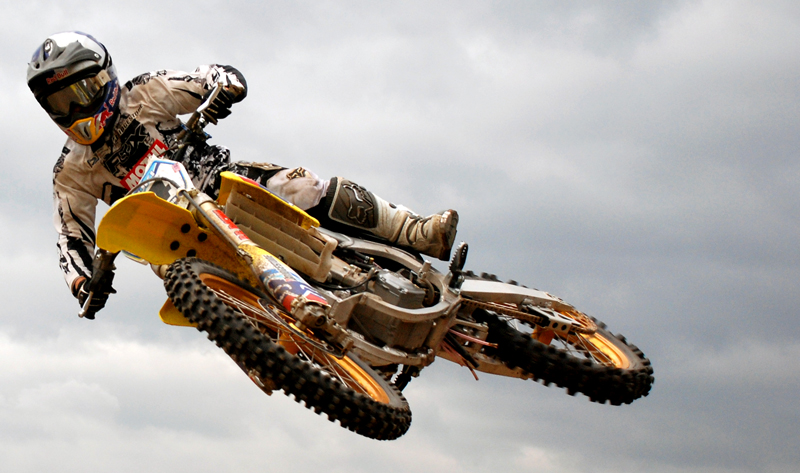
Ken Roczen 2007

Mit zweieinhalb Jahren saß Ken Roczen das erste Mal auf der hauseigenen Strecke in Mattstedt, wo er aufwuchs, auf einem Crossmotorrad, um mit drei Jahren die ersten Rennen zu fahren. Er war der Gewinner der DJFM-Meisterschaften 2000 und 2001, Gewinner des ADAC MX Junior-Cups 2006, Vizeweltmeister bei der Junioren-WM 2006, Weltmeister Junioren-WM 2007.
Ab 2009 fuhr Ken Roczen für Teka Suzuki Europe World MX2 in der 250-cm³-Klasse der MX-2-Weltmeisterschaft mit. Da er erst im April das Mindestalter von 15 Jahren erreichte, durfte er die ersten vier Rennen nicht mitfahren. Er gewann aber den „Großen Preis von Deutschland“ und wurde schließlich Fünfter in der Weltmeisterschaft. Nachdem Kornel Nemeth der deutsche Meistertitel aberkannt worden war, wurde Ken Roczen nachträglich zum internationalen deutschen Motocross-Meister erklärt.
2009 gewann Roczen beim Supercross in der Westfalenhalle in Dortmund und wurde „Prinz von Dortmund“ in der SX 2 Klasse.
In der Saison 2010 sicherte sich Roczen mit zehn Rennsiegen Platz zwei in der MX2-WM-Gesamtwertung.
Seit der Saison 2011 fährt Ken Roczen für das Team Red Bull Teka KTM Factory Racing MX2. In derselben Saison wurde er  Motocross-Weltmeister in der Klasse MX2. Er war der erste deutsche Weltmeister im Motocross-Sport seit 1968, als Paul Friedrichs aus der damaligen DDR den Titel in der 500-cm³-Klasse holte. Zudem war er der bis dato jüngste Motocross-Weltmeister.
Am 14. Oktober 2011 wurde er zum ersten Ehrenbürger seiner Heimatgemeinde Mattstedt ernannt.
Nach dem Gewinn der Weltmeisterschaft wechselte er für die Saison 2012 in die USA, wo er an der US Supercross Lites Ostküstenmeisterschaft teilnahm. Diese beendete er auf Platz 2. Im Anschluss bestritt er die Outdoor Saison. Diese beendete er als Vierter und bester Europäer. 2013 gewann Roczen die US-Westküstenmeisterschaft in der Klasse 250SX. 2014 folgte der Gewinn der Nationals in der Rookie-Saison bei den großen 450er.
Für die Saison 2015 kehrte Roczen zurück zu Suzuki und erreichte den zweiten Rang in der 450MX Lucas Oil Pro Motocross Championship (US-Outdoors).
2016 wechselte Roczen mit dem Titel der Outdoor Nationals der 450er Klasse zu Honda.
Am 2. November 2018 fand die Hochzeit mit Courtney Savage statt.
Am 9. September 2020 kam sein Sohn Griffin Savage Roczen auf die Welt.
Im März 2025 nahm Roczen zusätzlich zur deutschen Staatsangehörigkeit die Staatsbürgerschaft der Vereinigten Staaten an.

## Erfolge
- 2005 – ADAC MX Junior Cup, Platz 2
- 2006 – ADAC MX Junior Cup, Platz 1
- 2007 – Junioren WM 85 cm³, Platz 1
- 2008 – ADAC MX Youngster Cup, Platz 1
- 2009 – ADAC MX Masters, Platz 1
- 2009 – FIM Motocross-WM MX2, Platz 5, ein Sieg
- 2010 – ADAC MX Masters, Platz 1
- 2010 – FIM Motocross-WM MX2, Platz 2, zehn Siege
- 2011 – West Lites AMA Supercross Series, Platz 6, ein Sieg beim Finale in Las Vegas
- 2011 – FIM Motocross-WM MX2, Platz 1, bis dato jüngster Weltmeister und erster männlicher deutscher Weltmeister seit 43 Jahren
- 2012 – mit dem deutschen Team Platz 1 beim Motocross of Nations (MxoN) in Lommel (Belgien) gemeinsam mit Marcus Schiffer und Maximilian Nagl
- 2013 – US-Westküstenmeister in der Klasse 250SX
- 2013 – Lucas Oil Pro Motocross Championship, Platz 2 bei den 250ern
- 2014 – FIM Supercross-Weltmeisterschaft, Platz 3
- 2014 – Lucas Oil Pro Motocross Championship, Platz 1 450 Class Championship
- 2015 – AMA Motocross Championship, Platz 2
- 2016 – FIM Supercross-Weltmeisterschaft, Platz 2
- 2016 – AMA Pro Motocross Championship, Platz 1
- 2018 – FIM Supercross Weltmeisterschaft, 18. Platz nach Verletzung
- 2019 – FIM Supercross Weltmeisterschaft, Platz 4
- 2019 – AMA Pro Motocross Championship, Platz 2
- 2020 – FIM Supercross Weltmeisterschaft, Platz 3
- 2022 – FIM Supercross Weltmeisterschaft, Platz 1
- 2023 – FIM Supercross Weltmeisterschaft, Platz 1

## Auszeichnungen
- 2006: ADAC Junior-Motorsportler des Jahres
- 2012: ADAC Motorsportler des Jahres (mit Marcus Schiffer und Maximilian Nagl)
- 2012: Goldene Henne (Publikumspreis – „Aufsteiger des Jahres“)